# Hans Nicolai Thestrup
Hans Nicolai Thestrup (1. oktober 1794 i Vejlø – 12. maj 1879 i København) var en dansk officer og krigsminister.

## Uddannelse
Han fødtes nær Næstved, hvor hans fader, Schack Thestrup, dengang var sekondløjtnant ved det Sjællandske Rytterregiment (død 24. januar 1850 som ritmester). Moderen hed Birgitte f. Hersom. Han blev kadet 1805, sekondløjtnant à la suite ved Norske Livregiment 1810 og året efter, ved afgangen fra akademiet, ved 2. Jyske infanteribataljon (den senere 9. bataljon), ved hvilken afdeling han stod i 40 år. Han deltog med den i felttoget i Holsten 1813 og i okkupationen af Frankrig 1815-18, medens han efterhånden opnåede følgende grader: Premierløjtnant 1813, kaptajns anciennitet 1825, stabskaptajn 1827, kompagnichef 1839, majors anciennitet 1840, major 1842. Ved udbruddet af Treårskrigen 1848 fik han, udnævnt til oberstløjtnant, kommandoen over bataljonen og førte denne med hæder i kampen ved Bov, i det han den dag ledede ekspeditionen mod Holdnæs og Lyksborg. Senere deltog han i ekspeditionen fra Egernførde og i slaget ved Slesvig, medens han under derouten i Flensborg 2. påskedag sendtes tilbage til byen og marcherede igennem den for hos beboerne at udslette det uheldige indtryk, som derouten havde fremkaldt. I maj sendtes han til Helgenæs og afgik der fra ved månedens slutning til Århus for at få rede på, om fjenden var gået tilbage, hvorefter hans bataljon indlemmedes i flankekorpset og rykkede til Haderslev, hvorfra han i august ledede en rekognoscering i det slesvigske. Under krigen havde han søgt om og fået tilladelse til at indføre jægereksercitsen ved sin bataljon, og den dygtighed, han ved alle lejligheder havde vist som fører, bevirkede, at han i 1849 fik kommandoen over 2. Infanteribrigade, i det der samtidig tillagdes ham obersts karakter (selve graden erholdt han endnu samme år). Med brigaden deltog han i kampene i Sundeved i aprildagene, hvorefter den i resten af felttoget hørte til Alses besætning. 3. januar 1850 blev han kommandør for 4. brigade og deltog med denne i kampen ved Helligbæk og i slaget ved Isted, hvor hans resolutte optræden efter ulykken ved Øvre Stolk i ikke ringe grad bidrog til slagets heldige udfald. Han udnævntes derefter til Kommandør af Dannebrog og havde skabt sig et sådant navn, at krigsminister C.F. Hansen kunne udtale: "Vil man benytte en Brigade til et særligt Hverv og have Garanti for, at det bliver godt udført, maa man henvende sig til Thestrup".

## Krigsminister
Efter krigen blev han kommandør for 2. Reservebrigade i Slesvig og i 1852 generalmajor, medens han i 1856 kaldtes til at beklæde posten som generalinspektør for fodfolket, en stilling, hvortil han måtte betragtes som selvskreven, og hvori han fik lejlighed til m udrette særdeles meget for våbenets uddannelse og udvikling. Men allerede 2. december 1859 kaldtes han til krigsminister i det rotwittske ministerium, hvilken stilling han også bibeholdt, da C.C. Hall ca. 3 måneder senere på ny blev konseilspræsident. Han afgav da Marineministeriet, hvilket han også havde overtaget i december 1859. Det var navnlig hans ry som dygtig fodfolksofficer, der havde bragt ham på ministertaburetten, men forholdene var vanskelige, for siden den 1. slesvigske krig var der endnu intet gjort for at afhjælpe forsvarsvæsenets mangler, medens forviklingerne med Tyskland antog en bestandig mere truende karakter. Der var derfor lige så lidt tid til at anlægge permanente befæstninger som til at få vedtaget en ny hærorganisation, og dertil kom, at der af indre politiske hensyn ikke kunde gøres regning på større pengebevillinger. Disse forhold må tages i betragtning ved bedømmelsen af Thestrups ministervirksomhed. Denne begyndte med, at jægerkorpsene, hvis uddannelse ikke længere var forskellig fra linjebataljonernes, omdannedes til sådanne. Dernæst ønskede han i krigstid af hver linjebataljon, i alt 22, at kunne udvikle 2 (den såkaldte dublering), hvad der krævede en forøgelse af de faste og de værnepligtige befalingsmænd og af den årlige rekruttilgang samt en større beholdning af udrustningsgenstande, våben og ammunition. Det lykkedes Thestrup på finansloven 1860-61 at få vedtaget nogle foranstaltninger til dubleringens gennemførelse og at få tillægsbevillingslove til normalbudgettet, så at bestemmelsen om dubleringen, forøgelsen af de faste rammer og tilvejebringelsen af reservebefalingsmænd kunne gives i foråret 1860. Samme efterår oprettedes reserveofficersskoler for unge mænd, der havde den fornødne fordannelse, og hvis uddannelse varede 8 måneder, medens reserveunderofficerer skulle tilvejebringes ved afdelingerne selv (henholdsvis 50 og 88 årlig).
Reservebefalingsmands-institutionen, som efterhånden skulle indføres ved alle våben, krævede imidlertid mange penge, så at ofre måtte bringes for at opnå besparelser andetsteds. Underkorporalernes tjenestetid blev således nedsat fra 20 til 16 måneder (for øvrigt en heldig foranstaltning), og ligeledes nedsattes senere forsøgsvis mandskabets tjenestetid fra 16 til 10 måneder for 3/4 af rekrutstyrken og til 4 måneder for resten. Landkadetkorpset, som allerede i 1858 var besluttet nedlagt, blev definitivt opgivet, og indstillings- og udnævnelsesretten til visse embeder og bestillinger under Finansministeriet, hvilken for øvrigt oftere var misbrugt af Krigsministeriet, blev af dette opgivet, imod at der blev sikret reserveofficerer og reserveunderofficerer fortrinsvis adgang til disse poster. På grund af de truende politiske forviklinger i foråret 1861 blev dubleringen gennemført og prøvet ved en indkaldelse til samtlige bataljoner, medens den yderligere forsøgtes ved en del bataljoner ved efterårsøvelserne.
Desuden udstedtes 2. marts 1861 en ny lov om værnepligt, og forskellige krigsforberedelser blev truffet. For at få rytteriets mangler afhjulpne blev der i 1860 nedsat en kommission under forsæde af prins Christian til Danmark, men da dens forslag mentes at være alt for bekostelige, lod Thestrup sig nøje med at træffe forberedelser til at kunne formere regimenterne på 6 eskadroner, og i 1862 gaves der bestemmelser for tilvejebringelsen af reserveofficerer og underofficerer ved rytteriet og artilleriet. Hvad befæstningsvæsenet angår, så forlangte Thestrup i januar 1861, at Ingeniørkorpset hurtigst muligt skulle indsende forslag om anlæg af feltbefæstninger ved Danevirke, Dybbøl og Fredericia, og allerede i februar begyndtes på arbejderne, som fortsattes 1862 og 1863, og hvorpå i alt anvendtes 2.054.000 kr.
På grundlag af et ualmindeligt personalkendskab sørgede Thestrup for, at stabsofficersposterne ved fodfolket var i dygtige hænder, og for at fjerne de officerer, som han anså for mindre egnede til at deltage i en krig, forlangte han omfattende afskedigelser, hvilke finansminister C.E. Fenger dog modsatte sig, så at kun en del blev stillede til rådighed. Endelig skaffede han i 1863 fodfolket et nyt eksercerreglement, hvilket med hensyn til kampformer og regler for kampen stod langt forud for sin tid. Efter at det holstenske kontingent var udsondret af Hæren ved kundgørelsen af 30. marts 1863, udarbejdede Thestrup et forslag om omorganisationen af den dansk-slesvigske hær, men Fenger ville af finansielle grunde ikke gå ind derpå, og Thestrup indgav da 13. august 1863 sin dimission. Det var ikke lidet, hvad han som krigsminister havde udrettet, understøttet af dygtige kræfter som oberst C.E. Reich og major Stefan Ankjær, og kongen påskønnede hans virksomhed ved i 1862 at benåde ham med Storkorset af Dannebrog.

## Kom ikke med i 2. slesvigske krig
Ved sin afgang blev han udnævnt til generalløjtnant og kort efter overtog han kommandoen i 2. Generalkommandodistrikt, medens han ved mobiliseringen i oktober 1863 fik kommandoen over 2. division. Til almindelig forbavselse blev denne kommando frataget ham i december, og han ansattes som kommanderende general på Fyn. Thestrup følte sig dybt krænket og søgte forgæves at blive anvendt ved den aktive hær; ved hærreduktionen i december 1864 erholdt han derefter sin afsked fra krigstjenesten.
Han henlevede sine sidste dage i København, hvor han døde 12. maj 1879. Han var gift med Charlotte Louise Sophie født Wesenberg (død 28. december 1881), datter af købmand og landmåler Ernst Bogislaw Wesenberg (1769–1838) og hans hustru Albertine Marie Kirstine, født Sadolin (1773–1833). Han er begravet på Garnisons Kirkegård.
Han er litograferet af Adolph Lønborg 1861 og fra Edvard Fortling. Portrætteret på litografiet efter Sophus Schacks tegning: Armeens højstkommanderende Officerer 1850.